# Mexicobius leon
Mexicobius leon är en mångfotingart som beskrevs av Chamberlin 1943. Mexicobius leon ingår i släktet Mexicobius och familjen stenkrypare. Inga underarter finns listade i Catalogue of Life.